# Eligio De Rossi
Eligio De Rossi (Melegnano, 24 giugno 1946) è un ex cestista italiano.

## Carriera
Ha militato, fra le altre squadre, nella Pallacanestro Milano, nella Brill Cagliari e nel Celana Bergamo. Ha vestito la maglia della Nazionale tra il 1966 ed il 1971, disputando il Mondiale del 1970. Complessivamente vanta 27 presenze e 21 punti in maglia azzurra.